# Byaba, Alur
Byaba là một làng thuộc tehsil Alur, huyện Hassan, bang Karnataka, Ấn Độ.